# Saint-Léon, Lot-et-Garonne
Saint-Léon är en kommun i departementet Lot-et-Garonne i regionen Nouvelle-Aquitaine i sydvästra Frankrike. Kommunen ligger i kantonen Damazan som tillhör arrondissementet Nérac. År 2022 hade Saint-Léon 326 invånare.

## Befolkningsutveckling
Antalet invånare i kommunen Saint-Léon
| Referens: INSEE |